# David Jerison
David Saul Jerison é um matemático estadunidense, professor de matemática do Instituto de Tecnologia de Massachusetts (MIT), especialista em equações diferenciais parciais e análise de Fourier.
Jerison estudou na Universidade Harvard, obtendo o bacharelado em 1975, seguindo os estudos de pós-graduação na Universidade de Princeton. Obteve um doutorado em 1980, orientado por Elias Stein, e após pesquisas de pós-doutorado na Universidade de Chicago chegou no MIT em 1981.
Em 1999 foi eleito fellow da American Academy of Arts and Sciences. Em 2012 foi eleito fellow da American Mathematical Society. Em 2012 recebeu, juntamente com John M. Lee, o Prêmio Stefan Bergman da American Mathematical Society.